# Jan Pusty
Jan Pusty (né le 3 juin 1952 à Koło) est un ancien athlète polonais. Spécialiste du 110 m haies, il a été vice-champion d'Europe en 1978 et cinquième aux Jeux olympiques d'été de 1980.

## Palmarès

### Jeux olympiques d'été
- Jeux olympiques d'été de 1980 à Moscou ( Union soviétique)
  - 5e sur 110 m haies

### Championnats du monde d'athlétisme
- Championnats du monde d'athlétisme de 1983 à Helsinki ( Finlande)
  - 5e sur 110 m haies

### Championnats d'Europe d'athlétisme
- Championnats d'Europe d'athlétisme de 1978 à Prague ( Tchécoslovaquie)
  -  Médaille d'argent sur 110 m haies

### Championnats d'Europe d'athlétisme en salle
- Championnats d'Europe d'athlétisme en salle de 1977 à Saint-Sébastien ( Espagne)
  - 6e sur 60 m haies
- Championnats d'Europe d'athlétisme en salle de 1978 à Milan ( Italie)
  - 5e sur 60 m haies
- Championnats d'Europe d'athlétisme en salle de 1980 à Sindelfingen ( Allemagne de l'Ouest)
  - 6e sur 60 m haies

### Universiades
- Universiade d'été 1977 à Sofia ( Bulgarie)
  -  Médaille d'argent sur 110 m haies